# Ulica Grunwaldzka w Prudniku
Ulica Grunwaldzka w Prudniku – ulica w Prudniku, w południowo-zachodniej części miasta, pomiędzy osiedlami Zacisze i Tysiąclecia.

## Historia

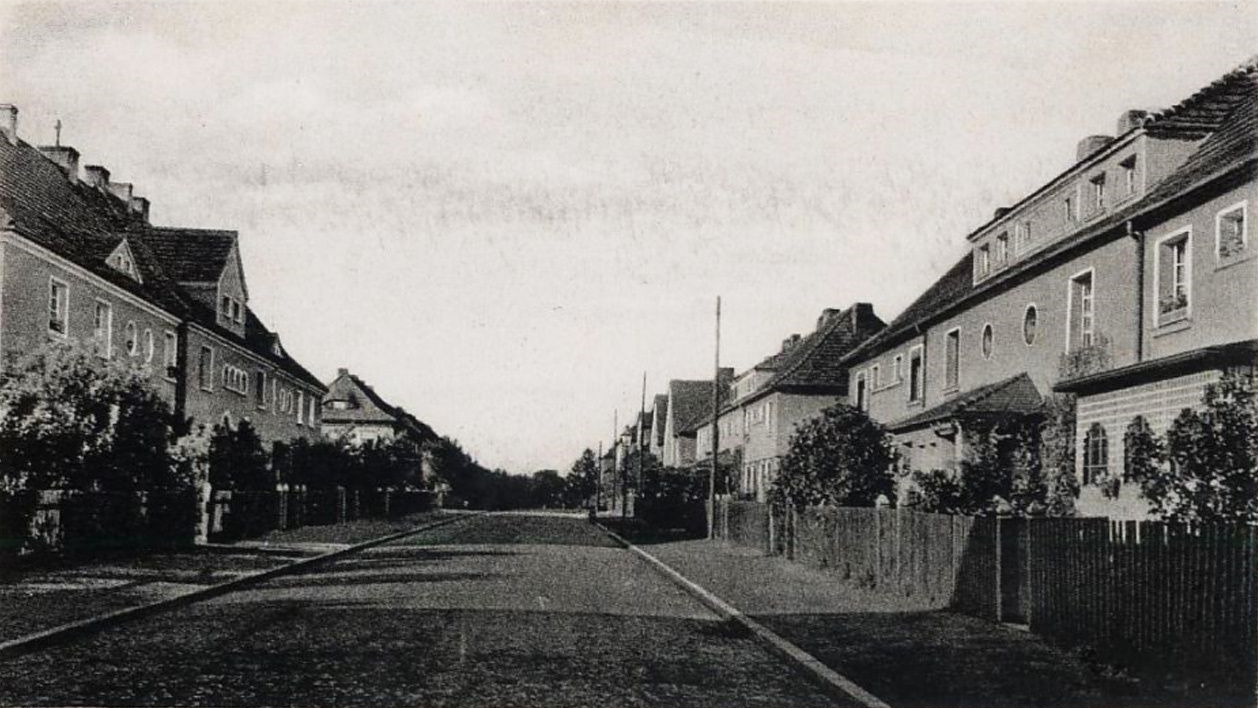
Ulica na przełomie lat 30. i 40. XX wieku

Ulica została wytyczona w latach 20. XX wieku na peryferiach miasta (budynek nr 19–21 zaprojektował Doering w latach 1920–1921). Połączyła ul. Kościuszki z ul. Strzelecką, która wówczas była polną drogą. Ulokowano przy niej budynki wielorodzinne. Jej przebieg wyznaczono wzdłuż zachodnich granic cmentarza komunalnego oraz koszar wojskowych. Ulica była szeroka, otrzymała chodniki i brukową nawierzchnię.

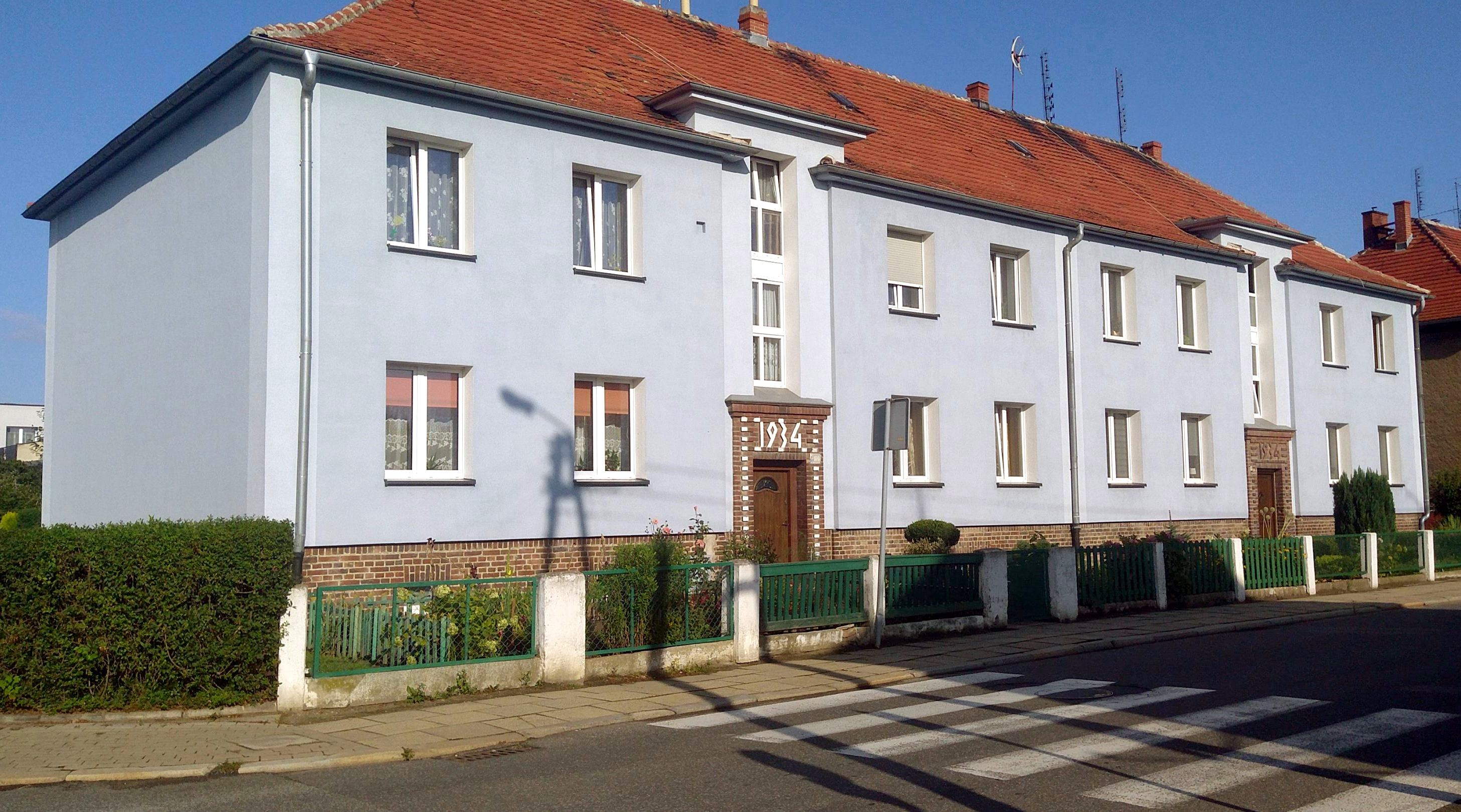
Kamienica nr 104-106 z datą 1934 nad wejściem

W pierwszych latach istnienia ulica nosiła nazwę Kasernenstrasse (ul. Koszarowa). W 1926 lub 1927 została przemianowana na Höferstrasse, na cześć niemieckiego generała Karla Hoefera. Po 1928 przy ulicy powstał willowy dom. W latach 30. XX wieku kontynuowano rozbudowę ulicy, choć była już w większości zabudowana. Nad wejściami do domów, które wówczas wzniesiono, umieszczone zostały daty: 1931 i 1934.

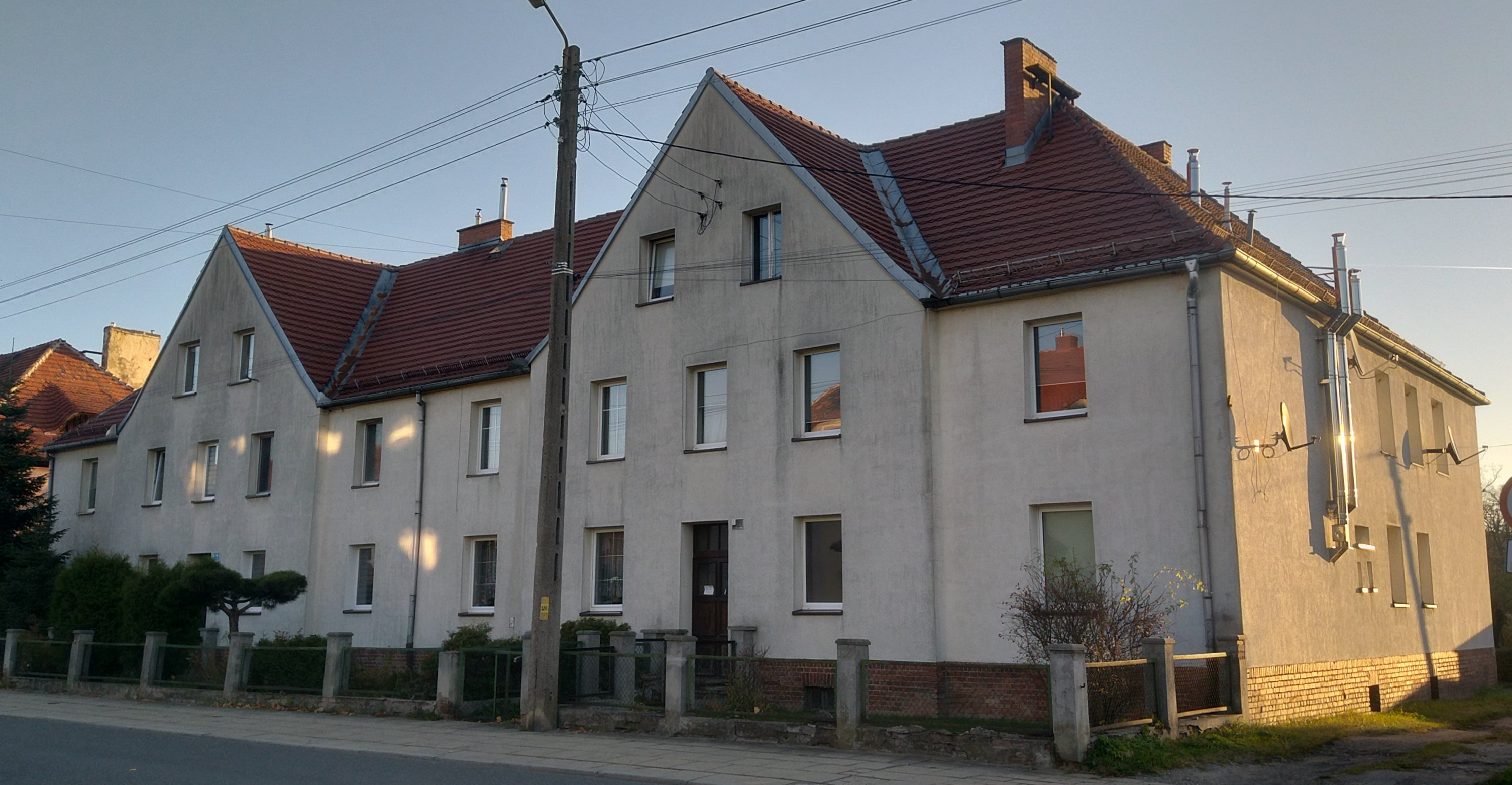
Kamienica nr 19-21, w której znajdował się radziecki szpital polowy

Podczas walk w rejonie Prudnika w okresie II wojny światowej, w kwietniu 1945 w kamienicy pod numerem 19–21 ulokowano szpital polowy Armii Czerwonej. Żołnierze radzieccy zajmowali pozycje wzdłuż ulicy. Znajdowała się przy niej siedziba dowództwa 92 Dywizji, którą następnie przeniesiono do Włóczna Na rogu ul. Kościuszki i Grunwaldzkiej stał karabin maszynowi.
W 1945, po przejęciu Prudnika przez administrację polską, ulica otrzymała nazwę Grunwaldzka. Część mieszkań w kamienicach przy ulicy otrzymali żołnierze zawodowi prudnickiego garnizonu. Przy skrzyżowaniu z ul. Kościuszki znajdowała się popularna wśród mieszkańców miasta piekarnia „Ciukaj” (od nazwiska właściciela). Na drugim końcu ulicy znajdował się sklep z prasą i artykułami przemysłowymi. W 1975 uzupełniono luki w zabudowie ulicy.
Do lat 80. XX wieku w wojskowej hali sportowej przy ul. Grunwaldzkiej (obecnie przy ul. Włoskiej) rozgrywane były mecze koszykarskie Pogoni Prudnik. Następnie koszykarze przenieśli się do hali przy ul. Łuczniczej. W 1989 rozważano jej adaptację na kościół filialny, jednak między władzami miasta i kościołem nie doszło do porozumienia. Przy ulicy działały dwa warsztaty mechaniki pojazdowej.

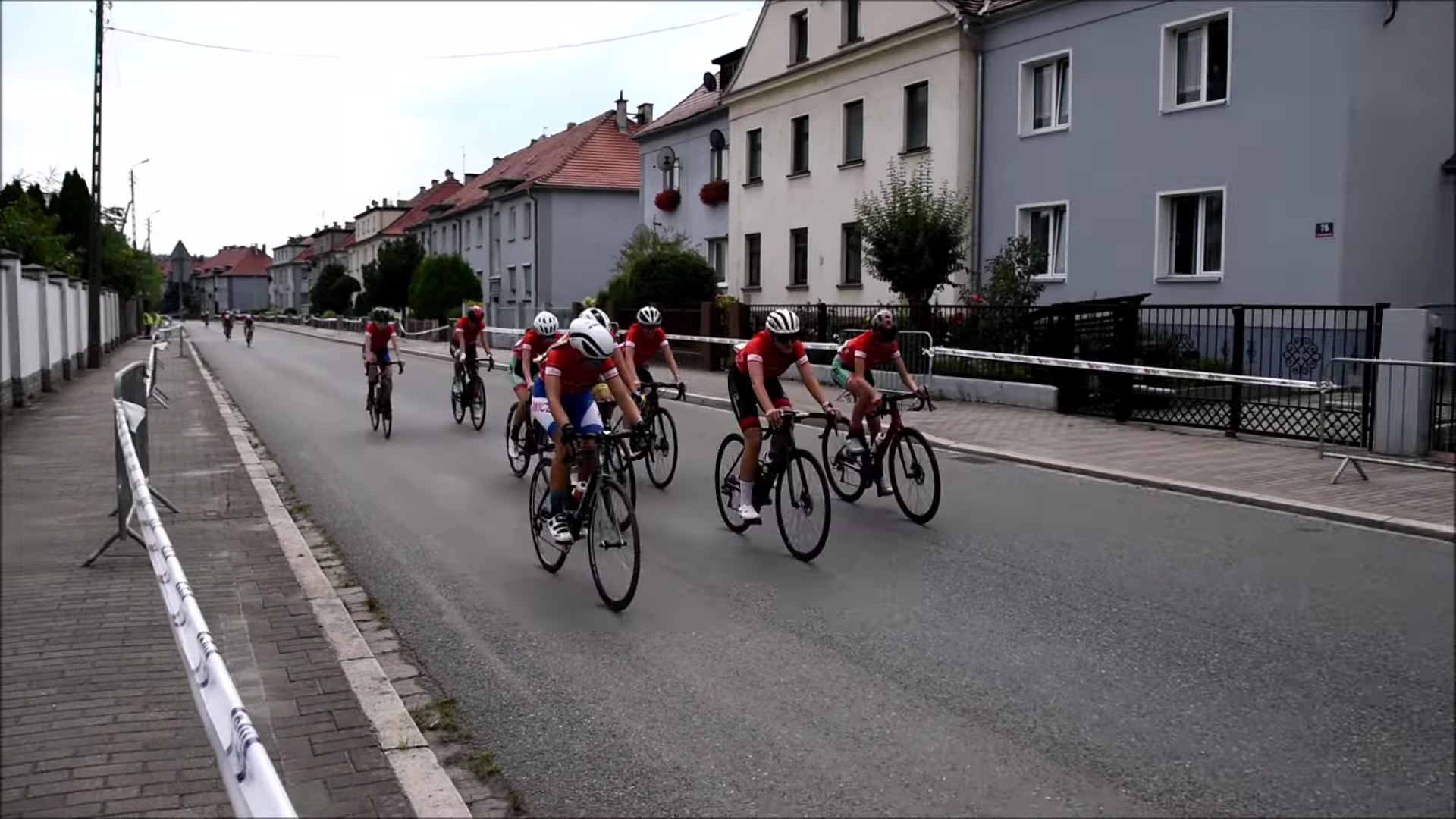
Zawodnicy Tour de Pologne Junior na ul. Grunwaldzkiej

15 sierpnia 2024 ulicą Grunwaldzką przebiegała trasa wyścigu kolarskiego Tour de Pologne Junior.

## Obiekty

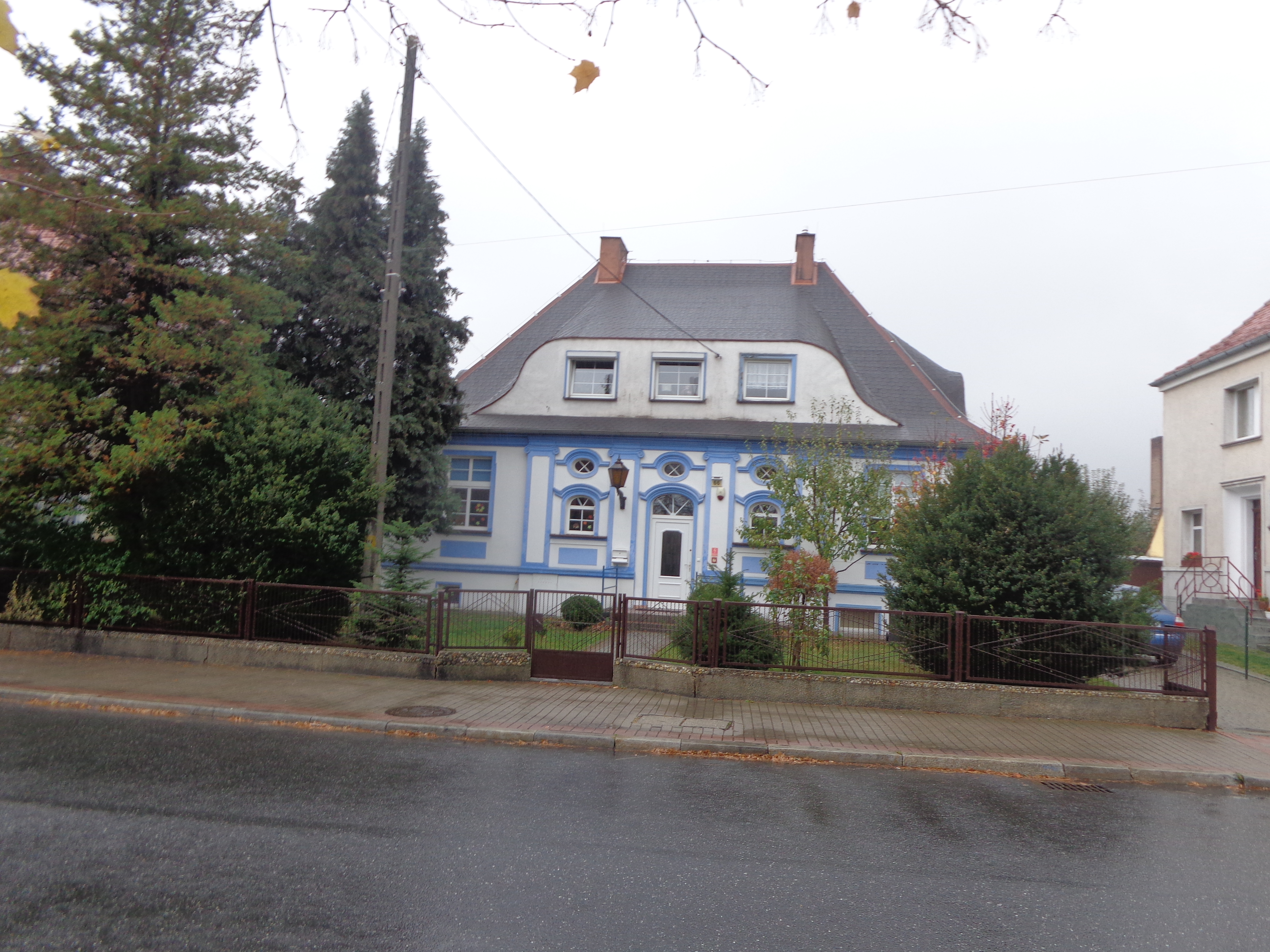
Niepubliczne Przedszkole „Skrzat”

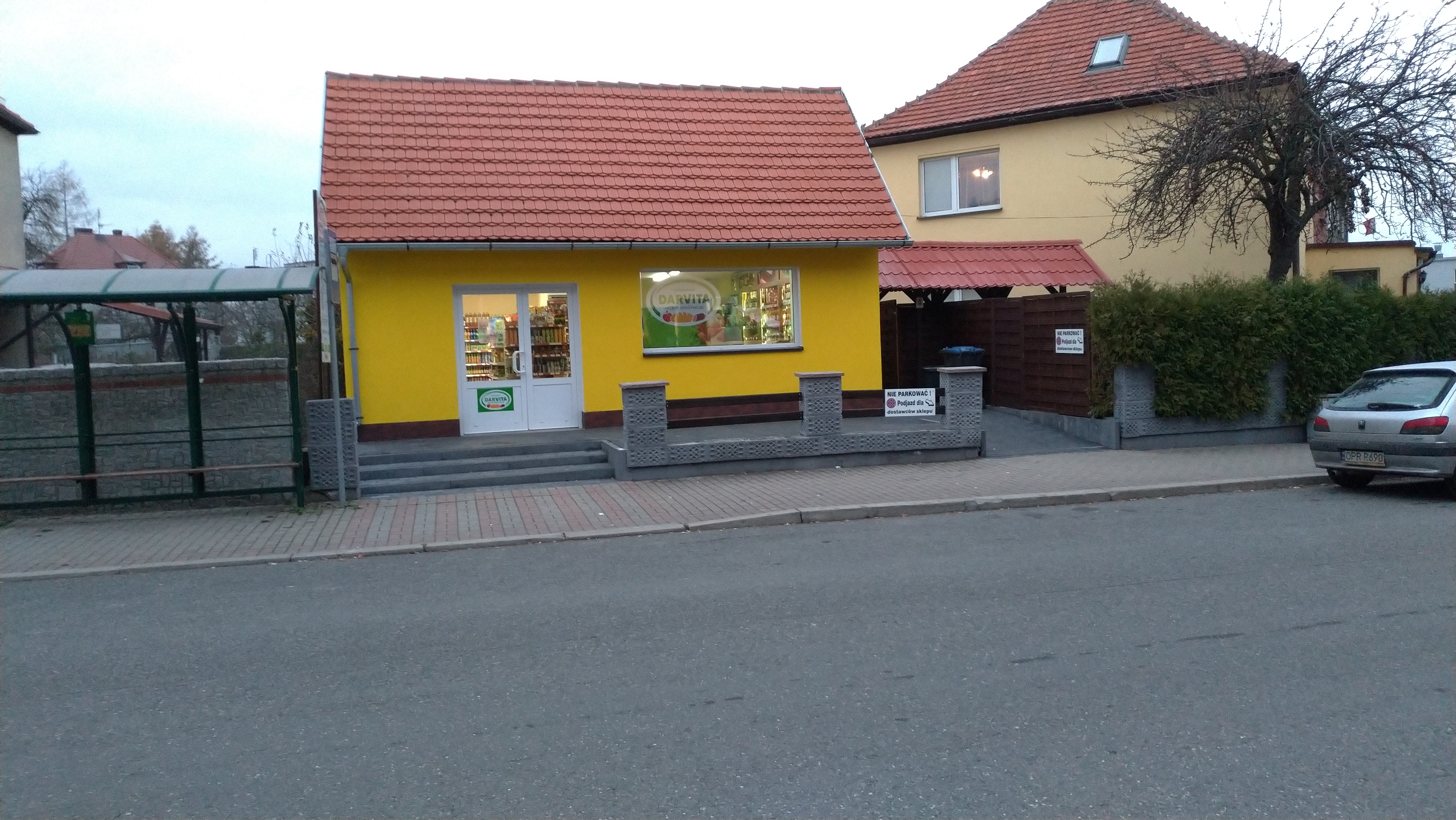
Sklep Darvita

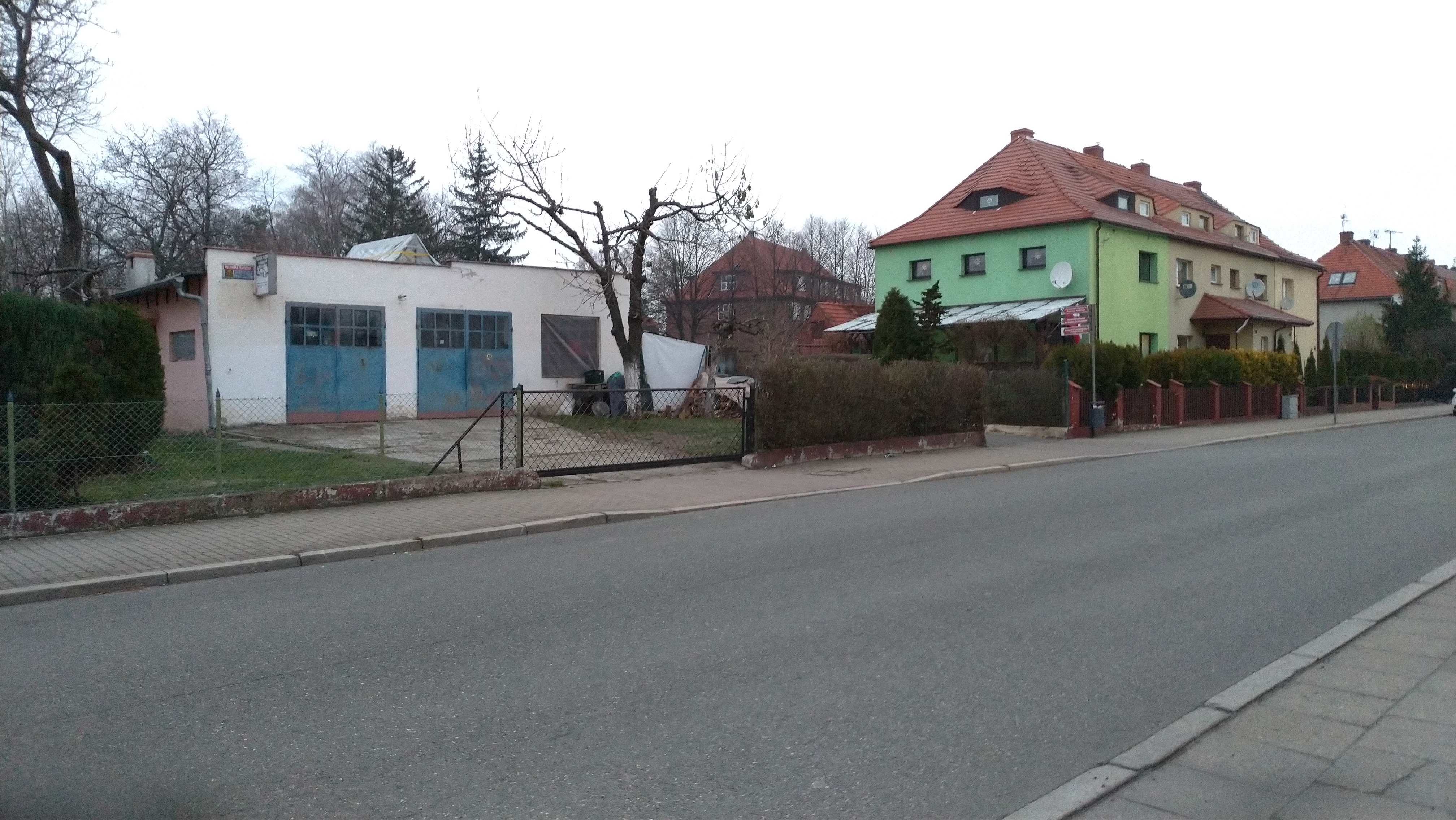
Zakład mechaniki pojazdowej

Część domów zbudowanych przy ul. Grunwaldzkiej w latach 20. XX wieku otrzymała charakter angielski: jeden budynek podzielony na równe części z osobnymi wejściami od frontu, ogródkami i komórkami na zapleczu. Charakter zabudowy nie uległ zmianie. Na domach zachował się ozdobne detale, geometryczne wzory, gzymsy. Ulica, ciągnąca się przez 738 m, posiada najwyższą numerację w mieście.
- nr 1 – kamienica przy skrzyżowaniu z ul. Kościuszki. Prowadzona była w niej piekarnia Zbigniewa Ciukaja[11].
- nr 8 – sklep spożywczy Darvita (dawniej ABC).
- nr 19–21 – budynek zaprojektowany przez Doeringa w latach 1920–1921. Był przeznaczony dla 12 rodzin; na jego zapleczu zaplanowano 12 ogrodów działkowych i budynek z taką samą ilością komórek[1]. W maju 1945 w budynku znajdował się szpital polowy Armii Czerwonej[4].
- nr 42 – zakład mechaniki pojazdowej.
- nr 66 – willowy dom powstały po 1928 roku. Niepubliczne Przedszkole „Skrzat”[1].

Według stanu na 2024 do gminnej ewidencji zabytków było wpisanych 36 obiektów położonych przy ul. Grunwaldzkiej: 35 domów (pod numerami: 1, 2–8, 3, 5, 7, 9, 10–16, 11, 13, 15–17, 18–32, 19–21, 23–33, 34–40, 42–56, 43–53, 58–64, 59–61, 63–65, 66, 67–69, 68–74, 71–73, 75–77, 76–80, 79, 81, 83, 86, 88, 90, 92, 94, 96, 104) i oficyna (pod numerem 1).